# 弘孝皇后
弘孝皇后（？—？），王姓，十六国汉赵人，中常侍王沈的养女。
王氏姿色美丽，麟嘉三年（318年），刘聪将她册立为左皇后。尚书令王鉴、中书监崔懿之、中书令曹恂等人劝谏说皇后应该选择祖上有道德的有名望的宗族，如果以婢女为皇后，将会使皇帝的世系断绝，国家灭亡。刘聪看到奏书后大怒，将王鉴、崔懿之、曹恂等人押送集市斩首。七月甲子（318年9月1日），刘聪之子刘粲继位，册立靳月华为皇太后，樊上皇后为弘道皇后，宣中皇后为弘德皇后，王左皇后为弘孝皇后。靳月华等四人都未满二十岁，均是姿容极美的女子，刘粲在宫内与四人日夜淫乱，没有给刘聪哀悼的意思。